# 1976年モントリオールオリンピックの陸上競技
1976年モントリオールオリンピックの陸上競技（1976ねんモントリオールオリンピックのりくじょうきょうぎ）は、1976年に実施された。

## 概要
男子は50km競歩が実施されず23種目、女子は14種目で争われた。

## 競技結果

### 男子
| 種目         | 金 | 金               | 銀 | 銀         | 銅 | 銅         |
| ------------ | --- | ---------------- | --- | ---------- | --- | ---------- |
| 100m 詳細    | ヘイズリー・クロフォード トリニダード・トバゴ (TRI)                                                    | 10秒06           | ドン・クォーリー ジャマイカ (JAM)                                                                                | 10秒08     | ワレリー・ボルゾフ ソビエト連邦 (URS)                                                                  | 10秒14     |
| 200m         | ドン・クォーリー ジャマイカ (JAM)                                                                      | 20秒23           | ミラード・ハンプトン アメリカ合衆国 (USA)                                                                        | 20秒29     | ドウェイン・エバンス アメリカ合衆国 (USA)                                                              | 20秒43     |
| 400m         | アルベルト・ファントレナ キューバ (CUB)                                                                | 44秒26           | フレッド・ニューハウス アメリカ合衆国 (USA)                                                                      | 44秒40     | ハーマン・フレイジャー アメリカ合衆国 (USA)                                                            | 44秒95     |
| 800m         | アルベルト・ファントレナ キューバ (CUB)                                                                | 1分43秒50 世界新 | イヴォ・ヴァンダム ベルギー (BEL)                                                                                | 1分43秒86  | リック・ウォールヒューター アメリカ合衆国 (USA)                                                        | 1分44秒12  |
| 1500m        | ジョン・ウォーカー ニュージーランド (NZL)                                                              | 3分39秒17        | イヴォ・ヴァンダム ベルギー (BEL)                                                                                | 3分39秒27  | パウル＝ハインツ・ヴェルマン 西ドイツ (FRG)                                                            | 3分39秒33  |
| 5000m        | ラッセ・ビレン フィンランド (FIN)                                                                      | 13分24秒76       | ディック・クァックス ニュージーランド (NZL)                                                                      | 13分25秒16 | クラウス・ペーター・ヒルデンブラント 西ドイツ (FRG)                                                    | 13分25秒38 |
| 10000m       | ラッセ・ビレン フィンランド (FIN)                                                                      | 27分40秒38       | カルロス・ロペス ポルトガル (POR)                                                                                | 27分45分17 | ブレンダン・フォスター イギリス (GBR)                                                                  | 27分54秒92 |
| マラソン     | ワルデマール・チェルピンスキー 東ドイツ (GDR)                                                          | 2:09:55.0        | フランク・ショーター アメリカ合衆国 (USA)                                                                        | 2:10:45.8  | カレル・リスモン ベルギー (BEL)                                                                        | 2:11:12.6  |
| 110mハードル | ギー・ドルー フランス (FRA)                                                                            | 13秒28           | アレハンドロ・カサナス キューバ (CUB)                                                                            | 13秒33     | ウィリー・ダベンポート アメリカ合衆国 (USA)                                                            | 13秒38     |
| 400mハードル | エドウィン・モーゼス アメリカ合衆国 (USA)                                                              | 47秒64 世界新    | マイケル・シャイン アメリカ合衆国 (USA)                                                                          | 48秒69     | エフゲニー・ガブリレンコ ソビエト連邦 (URS)                                                            | 49秒45     |
| 3000m障害    | アンデルス・ヤーデルード スウェーデン (SWE)                                                            | 8分08秒02 世界新 | ブロニスワフ・マリノフスキ ポーランド (POL)                                                                      | 8分09秒11  | フランク・バウムガルトル 東ドイツ (GDR)                                                                | 8分10秒36  |
| 4x100mリレー | アメリカ合衆国 ハーベイ・グランス ジョニー・ジョーンズ ミラード・ハンプトン スティーブン・リディック   | 38秒33           | 東ドイツ マンフレート・ココット イェルク・プファイファー クラウス＝ディーター・クラット アレクサンダー・ティーム | 38秒66     | ソビエト連邦 アレクサンドル・アクシニン ニコライ・コレスニコフ ユリス・シロヴス ワレリー・ボルゾフ     | 38秒78     |
| 4x400mリレー | アメリカ合衆国 ハーマン・フレイジャー ベンジャミン・ブラウン フレッド・ニューハウス マキシー・パークス | 2分58秒65        | ポーランド リシャルド・ポドラス ヤン・ヴェルナー ズビグニエフ・ヤレムスキ イェールジ・ピエトスク                 | 3分01秒43  | 西ドイツ フランツ・ペーター・ホフマイスター ローター・クリーク ハラルト・シュミット ベルント・ヘルマン | 3分01秒98  |
| 20km競歩     | ダニエル・バウチスタ メキシコ (MEX)                                                                    | 1:24:40.6        | ハンス・ゲオルク・ライマン 東ドイツ (GDR)                                                                        | 1:25:13.6  | ペーター・フレンケル 東ドイツ (GDR)                                                                    | 1:25:29.4  |
| 走幅跳       | アーニー・ロビンソン アメリカ合衆国 (USA)                                                              | 8m35cm           | ランディ・ウィリアムズ アメリカ合衆国 (USA)                                                                      | 8m11cm     | フランク・ヴァルテンベルク 東ドイツ (GDR)                                                              | 8m02cm     |
| 三段跳       | ヴィクトル・サネイエフ ソビエト連邦 (URS)                                                              | 17m29cm          | ジェームズ・バッツ アメリカ合衆国 (USA)                                                                          | 17m18cm    | ジョアン・カルロス・デ・オリベイラ ブラジル (BRA)                                                      | 16m90cm    |
| 走高跳       | ヤチェク・ウショラ ポーランド (POL)                                                                    | 2m25cm           | グレッグ・ジョイ カナダ (CAN)                                                                                    | 2m23cm     | ドワイト・ストーンズ アメリカ合衆国 (USA)                                                              | 2m21cm     |
| 棒高跳       | タデウス・スルシャルスキー ポーランド (POL)                                                            | 5m50cm           | アンティ・カリオマキ フィンランド (FIN)                                                                          | 5m50cm     | デーブ・ロバーツ アメリカ合衆国 (USA)                                                                  | 5m50cm     |
| 砲丸投       | ウド・バイヤー 東ドイツ (GDR)                                                                          | 21m05cm          | エフゲニー・ミロノフ ソビエト連邦 (URS)                                                                          | 21m03cm    | アレクサンドル・バリシニコフ ソビエト連邦 (URS)                                                        | 21m00cm    |
| 円盤投       | マック・ウィルキンズ アメリカ合衆国 (USA)                                                              | 67m50cm          | ヴォルフガング・シュミット 東ドイツ (GDR)                                                                        | 66m22cm    | ジョン・パウエル アメリカ合衆国 (USA)                                                                  | 65m70cm    |
| ハンマー投   | ユーリ・セディフ ソビエト連邦 (URS)                                                                    | 77m52cm          | アレクセイ・スピリドノフ ソビエト連邦 (URS)                                                                      | 76m08cm    | アナトリー・ボンダルチュク ソビエト連邦 (URS)                                                          | 75m48cm    |
| やり投       | ミクローシュ・ネーメト ハンガリー (HUN)                                                                | 94m58cm 世界新   | ハンヌ・シートネン フィンランド (FIN)                                                                            | 87m92cm    | ゲオルゲ・メゲレア ルーマニア (ROM)                                                                    | 87m16cm    |
| 十種競技     | ブルース・ジェンナー アメリカ合衆国 (USA)                                                              | 8618点 世界新    | グイード・クラッチマー 西ドイツ (FRG)                                                                            | 8411点     | ニコライ・アビロフ ソビエト連邦 (URS)                                                                  | 8369点     |

### 女子
| 種目         | 金                                                                                                 | 金               | 銀                                                                                               | 銀        | 銅 | 銅        |
| ------------ | -------------------------------------------------------------------------------------------------- | ---------------- | ------------------------------------------------------------------------------------------------ | --------- | --- | --------- |
| 100m         | アンネグレート・リヒター 西ドイツ (FRG)                                                            | 11秒08           | レナーテ・シュテヒャー 東ドイツ (GDR)                                                            | 11秒13    | インゲ・ヘルテン 西ドイツ (FRG)                                                                                    | 11秒17    |
| 200m         | ベーベル・エッカート 東ドイツ (GDR)                                                                | 22秒37           | アンネグレート・リヒター 西ドイツ (FRG)                                                          | 22秒39    | レナーテ・シュテヒャー 東ドイツ (GDR)                                                                              | 22秒47    |
| 400m         | イレーナ・シェビンスカ ポーランド (POL)                                                            | 49秒29 世界新    | クリスティナ・ブレーマー 東ドイツ (GDR)                                                          | 50秒51    | エレン・シュトライト 東ドイツ (GDR)                                                                                | 50秒55    |
| 800m         | タチアナ・カザンキナ ソビエト連邦 (URS)                                                            | 1分54秒94 世界新 | ニコリーナ・シテレワ ブルガリア (BUL)                                                            | 1分55秒42 | エルフィ・ツィン 東ドイツ (GDR)                                                                                    | 1分55秒60 |
| 1500m        | タチアナ・カザンキナ ソビエト連邦 (URS)                                                            | 4分05秒48        | グンヒルト・ホフマイスター 東ドイツ (GDR)                                                        | 4分06秒02 | ウルリケ・クラペチンスキー 東ドイツ (GDR)                                                                          | 4分06秒09 |
| 100mハードル | ヨハンナ・シャラー 東ドイツ (GDR)                                                                  | 12秒77           | タチアナ・アニシモワ ソビエト連邦 (URS)                                                          | 12秒78    | ナタリア・レベデワ ソビエト連邦 (URS)                                                                              | 12秒80    |
| 4x100mリレー | 東ドイツ マルリース・エルスナー レナーテ・シュテヒャー カーラ・ボーデンドルフ ベーベル・エッカート | 42秒55           | 西ドイツ エルビラ・ポゼケル インゲ・ヘルテン アンネグレート・リヒター アンネグレート・クロニガー | 42秒59    | ソビエト連邦 タチアナ・プロロチェンコ リュドミラ・ザルコワ＝マスラコワ ナデジダ・ベスファミリナヤ ベラ・アニシモワ | 43秒09    |
| 4x400mリレー | 東ドイツ ドリス・マレツキ ブリギッテ・ローデ エレン・シュトライト クリスティナ・ブレーマー         | 3分19秒23 世界新 | アメリカ合衆国 デブラ・サペンター シェイラ・イングラム パメラ・ジルズ ロザリン・ブライアント     | 3分22秒81 | ソビエト連邦 インタ・クリモヴィチャ リュドミラ・アクショノワ ナタリア・ソコロワ ナデシュナ・イリーナ               | 3分24秒24 |
| 走高跳       | ローズマリー・アッカーマン 東ドイツ (GDR)                                                          | 1m93cm           | サラ・シメオニ イタリア (ITA)                                                                    | 1m91cm    | ヨルダンカ・ブラゴエワ ブルガリア (BUL)                                                                            | 1m91cm    |
| 走幅跳       | アンゲラ・フォイクト 東ドイツ (GDR)                                                                | 6m72cm           | キャシー・マクミラン アメリカ合衆国 (USA)                                                        | 6m66cm    | リディア・アルフェーエワ ソビエト連邦 (URS)                                                                        | 6m60cm    |
| 砲丸投       | イワンカ・フリストワ ブルガリア (BUL)                                                              | 21m16cm          | ナデジダ・チジョワ ソビエト連邦 (URS)                                                            | 20m96cm   | ヘレナ・フィビンゲロバ チェコスロバキア (TCH)                                                                      | 20m67cm   |
| 円盤投       | エヴェリン・シュラーク 東ドイツ (GDR)                                                              | 69m00cm          | マリア・ベルゴワ ブルガリア (BUL)                                                                | 67m30cm   | ガブリエーレ・ヒンツマン 東ドイツ (GDR)                                                                            | 66m84cm   |
| やり投       | ルート・フックス 東ドイツ (GDR)                                                                    | 65m95cm          | マリオン・ベッカー 西ドイツ (FRG)                                                                | 64m70cm   | ケイト・シュミット アメリカ合衆国 (USA)                                                                            | 63m96cm   |
| 五種競技     | ジーグルン・ジーグル 東ドイツ (GDR)                                                                | 4745点           | クリスティン・ラーザー 東ドイツ (GDR)                                                            | 4745点    | ブルクリンデ・ポラック 東ドイツ (GDR)                                                                              | 4740点    |

## 各国メダル数
| 順 | 国・地域                   | 金 | 銀 | 銅 | 計 |
| -- | -------------------------- | -- | -- | -- | -- |
| 1  | 東ドイツ (GDR)             | 11 | 7  | 9  | 27 |
| 2  | アメリカ合衆国 (USA)       | 6  | 8  | 8  | 22 |
| 3  | ソビエト連邦 (URS)         | 4  | 4  | 10 | 18 |
| 4  | ポーランド (POL)           | 3  | 2  | 0  | 5  |
| 5  | フィンランド (FIN)         | 2  | 2  | 0  | 4  |
| 6  | キューバ (CUB)             | 2  | 1  | 0  | 3  |
| 7  | 西ドイツ (FRG)             | 1  | 4  | 4  | 9  |
| 8  | ブルガリア (BUL)           | 1  | 2  | 1  | 4  |
| 9  | ジャマイカ (JAM)           | 1  | 1  | 0  | 2  |
| 9  | ニュージーランド (NZL)     | 1  | 1  | 0  | 2  |
| 11 | フランス (FRA)             | 1  | 0  | 0  | 1  |
| 11 | ハンガリー (HUN)           | 1  | 0  | 0  | 1  |
| 11 | スウェーデン (SWE)         | 1  | 0  | 0  | 1  |
| 11 | メキシコ (MEX)             | 1  | 0  | 0  | 1  |
| 11 | トリニダード・トバゴ (TRI) | 1  | 0  | 0  | 1  |
| 16 | ベルギー (BEL)             | 0  | 2  | 1  | 3  |
| 17 | カナダ (CAN)               | 0  | 1  | 0  | 1  |
| 17 | イタリア (ITA)             | 0  | 1  | 0  | 1  |
| 17 | ポルトガル (POR)           | 0  | 1  | 0  | 1  |
| 20 | ブラジル (BRA)             | 0  | 0  | 1  | 1  |
| 20 | チェコスロバキア (TCH)     | 0  | 0  | 1  | 1  |
| 20 | イギリス (GBR)             | 0  | 0  | 1  | 1  |
| 20 | ルーマニア (ROM)           | 0  | 0  | 1  | 1  |